# بليك نيلي
بليك نيلي (بالإنجليزية: Blake Neely)‏ هو مؤلف موسيقى تصويرية وملحن أمريكي، ولد في 28 أبريل 1969 في باريس في الولايات المتحدة.

## وصلات خارجية
- الموقع الرسمي
- بليك نيلي على موقع IMDb (الإنجليزية)
- بليك نيلي على موقع قاعدة بيانات الأفلام العربية
- بليك نيلي على موقع ألو سيني (الفرنسية)
- بليك نيلي على موقع ميوزك برينز (الإنجليزية)
- بليك نيلي على موقع تيرنر كلاسيك موفيز (الإنجليزية)
- بليك نيلي على موقع أول موفي (الإنجليزية)
- بليك نيلي على موقع قاعدة بيانات الأفلام السويدية (السويدية)
- بليك نيلي على موقع أول ميوزيك (الإنجليزية)
- بليك نيلي على موقع ديسكوغز (الإنجليزية)
- بليك نيلي على موقع قاعدة بيانات الفيلم (الإنجليزية)